# Stagione di college football 1886
La Stagione di college football 1886 fu la diciottesima stagione di college football negli Stati Uniti. 
Ventiquattro università disputarono ufficialmente almeno due gare, tuttavia scesero in campo anche club atletici, alcune selezioni di ex-studenti universitari e scuole superiori che portarono il numero totale di gare in programma ad almeno 81.. La stagione iniziò il 29 settembre con la vittoria di Pennsylvania su Falls of Schuylkill 64-0 e terminò il 25 novembre con Pennsylvania-Harvard 0-28 e College of New Jersey-Yale 0-0.
Il pareggio 0-0 tra New Jersey e Yale, il giorno del ringraziamento 1886 iniziò con grave ritardo per l'assenza di un arbitro, le pesanti piogge ed il cielo coperto causarono il calo dell'oscurità anticipato nel secondo tempo, mentre Yale era in vantaggio con il punteggio di 4-0. Secondo le regole dell'epoca, la gara fu dichiarata "no contest" dal sostituto arbitro, ed il risultato finale fu registrato come 0-0. A seguito di un incontro dei rappresentanti della Intercollegiate Football Association tenuto per deliberare in merito alla gara, l'associazione produsse una decisione divisa in due parti (1) Yale si poteva ritenere vincitrice della gara, tuttavia (2) secondo le regole vigenti, l'Associazione non poteva accettare altro risultato che il pareggio, ne scaturì che New Jersey e Yale condivisero il titolo IFA.
Secondo l'Official NCAA Division I Football Records Book, College of New Jersey e Yale, entrambe imbattute, condivisero sia il titolo della IFA, che il titolo di campione nazionale di quella stagione.
La Northern Intercollegiate Football Association vide nuovamente campione il college di Williams.

## Conference e vincitori
| Conference                                    | Scuola                | Conf. V-S-P | Totale V-S-P |
| --------------------------------------------- | --------------------- | ----------- | ------------ |
| Intercollegiate Football Association          | College of New Jersey | 3 - 0 - 1   | 7 - 0 - 1    |
| Intercollegiate Football Association          | Yale                  | 3 - 0 - 1   | 9 - 0 - 1    |
| Northern Intercollegiate Football Association | Williams College      | 3 - 1       | 4 - 2 - 1    |